# Mistrzostwa Świata w Biegach Przełajowych 2017
42. IAAF Mistrzostwa Świata w Biegach Przełajowych – zawody lekkoatletyczne, które odbyły się 26 marca 2017 roku Kampali, stolicy Ugandy.
Miasto zostało wybrane gospodarzem imprezy przez Radę Międzynarodowego Stowarzyszenia Federacji Lekkoatletycznych (IAAF) na spotkaniu w Monako 18 listopada 2014 roku. Kontrkandydatem Kampali do organizacji zawodów była stolica Bahrajnu Manama.
Po raz pierwszy w historii zawodów odbyła się rywalizacja drużyn mieszanych, w której każdy z zawodników musiał przebiec jedno okrążenie o długości dwóch kilometrów.

## Rezultaty

### Mężczyźni
|                      | 1. miejsce                                                                     | Rezultat | 2. miejsce                                                                    | Rezultat | 3. miejsce                                                                               | Rezultat |
| Seniorzy – 12 km     | Geoffrey Kipsang                                                               | 28:24    | Leonard Barsoton                                                              | 28:36    | Abadi Hadis                                                                              | 28:43    |
| Seniorzy – Drużynowo | Etiopia · Abadi Hadis · Jemal Yimer · Muktar Edris · Ibrahim Jeilan            | 21 pkt.  | Kenia · Geoffrey Kipsang · Leonard Barsoton · Vincent Kipsang · Leonard Komon | 22 pkt.  | Uganda · Timothy Toroitich · Abdallah Kibet Mande · Stephen Kiprotich · Joshua Cheptegei | 72 pkt.  |
| Juniorzy – 8 km      | Jacob Kiplimo                                                                  | 22:40    | Amdework Walelegn                                                             | 22:43    | Richard Kimunyan                                                                         | 22:52    |
| Juniorzy – Drużynowo | Etiopia · Amdework Walelegn · Betesfa Getahun · Selemon Barega · Tefera Mosisa | 17 pkt.  | Kenia · Richard Kimunyan · Amos Kirui · Edwin Bett · Wesley Ledama            | 28 pkt.  | Erytrea · Yemane Haileselassie · Filmon Ande · Abraha Kokob · Mehari Tsegay              | 55 pkt.  |

### Kobiety
|                      | 1. miejsce                                                                | Rezultat | 2. miejsce                                                                          | Rezultat | 3. miejsce                                                                   | Rezultat |
| Seniorki – 8 km      | Irene Cheptai                                                             | 31:57    | Alice Nawowuna                                                                      | 32:01    | Lilian Rengeruk                                                              | 32:11    |
| Seniorki – Drużynowo | Kenia · Irene Cheptai · Alice Nawowuna · Lilian Rengeruk · Hyvin Jepkemoi | 10 pkt.  | Etiopia · Beleynesh Oljira · Senbere Teferi · Gebeyanesh Ayele · Sentayehu Lewetegn | 45 pkt.  | Bahrajn · Ruth Jebet · Rose Chelimo · Eunice Chumba · Desi Mokonin           | 59 pkt.  |
| Juniorki – 6 km      | Letesenbet Gidey                                                          | 18:34    | Hawi Feysa                                                                          | 18:57    | Celliphine Chespol                                                           | 19:02    |
| Juniorki – Drużynowo | Etiopia · Letesenbet Gidey · Hawi Feysa · Fotyen Tesfay · Zeineba Yimer   | 19 pkt.  | Kenia · Celliphine Chespol · Sheila Chelangat · Hellen Lobun · Joyline Cherotich    | 20 pkt.  | Uganda · Peruth Chemutai · Sarah Chelangat · Adha Munguleya · Janat Chemusto | 63 pkt.  |

### Drużyna mieszana
|                             | 1. miejsce                                                                 | Rezultat | 2. miejsce                                                            | Rezultat | 3. miejsce                                                | Rezultat |
| Seniorzy – drużyna mieszana | Kenia · Asbel Kiprop · Winfred Mbithe · Bernard Koros · Beatrice Chepkoech | 22:22    | Etiopia · Welde Tufa · Bone Cheluke · Yomif Kejelcha · Genzebe Dibaba | 22:30    | Turcja · Aras Kaya · Meryem Akda · Ali Kaya · Yasemin Can | 22:37    |

## Tabela medalowa
| Miejsce | Kraj    | Złoto | Srebro | Brąz | Razem |
| 1.      | Kenia   | 4     | 5      | 3    | 12    |
| 2.      | Etiopia | 4     | 4      | 1    | 9     |
| 3.      | Uganda  | 1     | 0      | 2    | 3     |
| 4.      | Bahrajn | 0     | 0      | 1    | 1     |
| 4.      | Erytrea | 0     | 0      | 1    | 1     |
| 4.      | Turcja  | 0     | 0      | 1    | 1     |